# Catàleg de Barnard
El Catàleg de Barnard, o Catàleg Barnard, és un catàleg astronòmic de nebuloses fosques principalment de l'hemisferi nord i fins a declinació -35°.

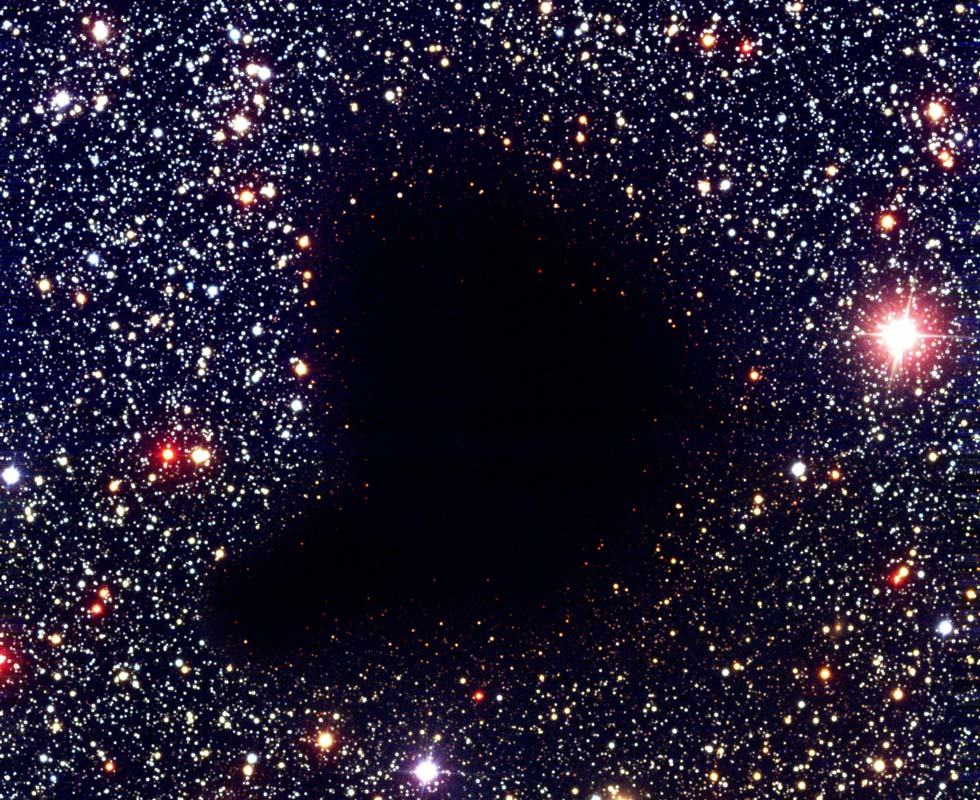
Nebulosa fosca Barnard 68, en una imatge de març de 1999

L'astrònom Edward Emerson Barnard, amb l'assistència i els càlculs de la seva neboda, l'astrònoma Mary R. Calvert, va compilar una llista de nebuloses fosques conegudes com a Barnard Catalog of Dark Markings in the Sky, o, per abreujar, el Catàleg de Barnard. Les nebuloses enumerades per Barnard s'han conegut com a objectes de Barnard. Una versió del catàleg de 1919 hi enumerava 182 nebuloses; quan es va publicar pòstumament la versió de 1927, n'hi havia 369.
Entre les més destacables hi ha: la nebulosa del Cap de Cavall (Barnard 33), la nebulosa de La Pipa (Barnard 59, 65, 66, 67 i 78), visible a simple vista en cels molt foscos i identificable amb prismàtics; la nebulosa de la Serp (Barnard 72), visible amb petits telescopis, o l'E de Barnard (objectes Barnard 142 i 143).
Es pot accedir a una versió del Catàleg de Barnard, que conté 349 objectes, mitjançant vizieR.